# Journal for Geometry and Graphics
Journal for Geometry and Graphics ist die Zeitschrift der International Society for Geometry and Graphics . Es handelt sich um eine seit 1997 zweimal jährlich in englischer Sprache erscheinende mathematische Fachzeitschrift, die vom Heldermann Verlag herausgegeben wird.
Die Zeitschrift will wissenschaftliche Forschung und Lehrmethoden in Graphik und graphik-bezogener Geometrie durch die Verbreitung neuer Resultate stimulieren. Die veröffentlichten Arbeiten werden in drei Gruppen eingeordnet:
- Theoretische Graphik
- Anwendungen
- Ausbildung in Graphik